# Rotacismo
Il rotacismo (parola che deriva dal greco ῥῶ rho, « la lettera r ») è una modificazione fonetica consistente nella trasformazione di una consonante di classe rotica. In genere si tratta del mutamento di una consonante alveolare sonora (/z/, /d/, /l/, oppure /n/) in r ([r]): il caso più frequente è da [z] a [r].
Questo fenomeno è particolarmente consistente nella storia della lingua latina, è documentato nel dialetto milanese, in alcuni dialetti della lingua piemontese, del ligure, del sardo, del corso, del napoletano e del siciliano (in particolare nella zona dei Monti Iblei, Sicilia sud-orientale), nel dialetto reggino e in alcune lingue germaniche antiche. Nel dialetto romanesco e in alcune zone della Toscana è riscontrabile il rotacismo di l davanti a consonante.
Il rotacismo (erizzazione) si ritrova pure nella versione colloquiale o dal sapore mandarino/settentrionale del cinese moderno standard.

## Lingua latina
Nella lingua latina il rotacismo, detto anche "rotacismo intervocalico", è un fenomeno in base a cui tutte le sibilanti /s/ sonore intervocaliche del latino della fase più antica si trasformarono in un fonema rotante /r/.
(Varr. De lingua Latina, VII, 26)
Nella lingua latina la flessione e la derivazione ci testimoniano numerose tracce del fenomeno. Tra le più evidenti
- declinazione nominale: i nominativi flos, aes, opus, ("fiore, bronzo, opera") rispetto ai genitivi floris, aeris, operis ("del fiore, del bronzo, dell'opera")
- coniugazione verbale: gli infiniti presenti attivi in -re derivano dal rotacismo di un arcaico -se, si confronti amare, delere, legere, audire, capere con gli atematici esse, velle (velle <-- *velse)
- composizione: il prefisso separativo dis- si trova sia nel verbo dis-cedo, "me ne vado", sia in dir-imo (<-- *dis-emo), "io separo"

Ad esempio il nomen Valesius, testimoniato da epigrafi del VI secolo a.C., si trasforma in Valerius o ausosa cambia in aurora.
La linguistica storica tramite indizi nelle fonti letterarie ha permesso di delimitare cronologicamente il fenomeno: Cicerone ci riferisce infatti che Papirio Crasso, console nel 336 e 330 a.C. primus Papisius est vocari desitus ("per primo smise di farsi chiamare Papisius"), mentre il Digesto (I, 2, 2, 36) ci riporta la notizia che Appio Claudio Cieco (censore nel 312, console nel 307 e nel 296 a.C. r litteram invenit, ut pro Valesiis Valerii essent, pro Fusiis Furii ("inventò la lettera r cosicché si scrivesse Valerii invece di Valesii e Furii invece di Fusii"); tenendo conto della maggiore conservazione fonetica tipica di nomi propri, se ne può dedurre che entro la fine del IV secolo a.C. il fenomeno dovesse essere ampiamente compiuto.

## Lingue neolatine

### Il rotacismo nella lingua lombarda
Nella variante milanese della lingua lombarda, la -l- intervocalica era comunemente sostituita da -r-, mentre nel dialetto moderno questa caratteristica tende a scomparire.
Nei dialetti della Lombardia occidentale il rotacismo è in generale arretramento, in particolare nella città di Milano: qui sopravvivono comunque forme come vorè (volere), varè (valere), dorì (dolere), cortèll (coltello), scarogna (scalogna), pures (pulce), sciresa (ciliegia), carisna (caligine), regolizia o regorizia (liquirizia), mentre risultano scomparse forme come ara (ala), candira (candela), sprendor (splendore), gorà (volare), gora (gola), Miran (Milano) e scœura (scuola); queste ultime forme sono ancora rintracciabili nella periferia milanese e nelle altre province lombarde, in particolare nelle aree montane e rurali.

### Il rotacismo nella lingua sarda
Il fenomeno del rotacismo è molto diffuso anche in alcune varietà della lingua sarda, in particolare nelle zone limitrofe al Cagliaritano e nel Sulcis. In tali zone infatti, la -d- intervocalica viene sistematicamente pronunciata come -r-.
Dunque, parole che normalmente in sardo suonano come "meda" (trad. "molto") o "pingiàda" (trad. "pentola"), vengono pronunciate come "mera" e "pingiàra".
Anche la terza persona singolare dell'indicativo presente, che esce in -t, ma che viene normalmente pronunciata normalmente come "-d" in Campidano e in Logudoro in seguito alla posposizione di una vocale eufonica, subisce invece in aree quali il Cagliaritano e il Sulcis il fenomeno -d → -r. Dunque, "issu pappat" (trad. "egli mangia"), viene pronunciato nelle zone in cui si verifica il rotacismo come "issu pàppara" anziché "issu pàppada".
Non è raro, in ultimo, osservare il rotacismo nelle parole che iniziano per "t+vocale" nel caso in cui esse siano precedute da una vocale. Per ragioni eufoniche infatti, normalmente tale "t" viene pronunciata come una "d" e subisce quindi la transmutazione in "r": ecco che "deu tengu" (trad. "io ho, io posseggo") viene pronunciato come "dèu rèngu" anziché "deu dèngu".

### Il rotacismo nella lingua napoletana
Il fenomeno è frequente nel napoletano, interessando la consonante semplice "d" sia in posizione intervocalica, sia all'inizio della parola. La forma scritta, più conservatrice, tende a preservare la "d" piuttosto che adeguarsi al parlato.
Ecco alcuni esempi:
| napoletano     | italiano             | pronuncia   |
| -------------- | -------------------- | ----------- |
| caduta         | caduta               | ka'rutə     |
| dimane         | domani               | ri'manə     |
| madonna        | madonna              | ma'rònnə    |
| denare         | denari               | rə'narə     |
| denucchio      | ginocchio            | rə'nukkjə   |
| diebbete       | debiti               | 'rjébbətə   |
| dâ capa ô pede | dalla testa ai piedi | ra,kapopèrə |

La consonante forte -dd- non è soggetta al fenomeno:
| napoletano    | italiano     | pronuncia     |
| ------------- | ------------ | ------------- |
| addenucchiato | ginocchioni  | addənuk'kjatə |
| addore        | odore        | ad'dόrə       |
| addurmuto     | addormentato | addur'mutə    |
| dduje         | due (m.)     | ddujə         |
| ddoje         | due (f.)     | ddόjə         |

Nel caso di consonante scempia prevale la forma con rotacismo ('rujə); ad es.: “de' duie frati” (dei due fratelli) va pronunciato: ré rui' fratə. Nell'esempio si nota che la vocale "'e" dell'articolo determinativo maschile plurale (in italiano: i, gli; in napoletano 'e, 'i dalla forma non apocopata di li ancora presente, ad esempio, ne Lo cunto de li cunti è elisa per non dare adito al dittongo di formarsi).

### Il rotacismo nella lingua siciliana
Un fenomeno analogo a quello che nel napoletano interessa la "d", sia in posizione intervocalica, sia all'inizio della parola, si riscontra anche nel siciliano.
Per fare un esempio di trasformazione della "d" intervocalica può ricordarsi che alla parola italiana "adagio" corrisponde, in siciliano, "araciu". In alcuni casi la "d" si trasforma in "r" anche a inizio di parola, come in "avìa rittu", che corrisponde all'italiano "avevo detto".

## Lingue germaniche
Le lingue germaniche parlate attualmente manifestano gli effetti di un rotacismo della "s" intervocalica avvenuto in tempi abbastanza precoci. In inglese questi effetti sono evidenti nella coniugazione del verbo "essere": is, was ("s" finale) ma are, were ("r" da un'originaria "s" intervocalica).

### Inglese
Un nuovo tipo di rotacismo, più recente, si manifesta in alcune varianti di pronuncia dell'inglese soprattutto in America e in Australia, e riguarda i suoni "t" e "d" intervocalici (le due vocali possono anche appartenere a parole diverse pronunciate una di seguito all'altro). Per esempio, water può essere pronunciata come /ˈwɑː.ɾɚ/ e le parole got a lot of, la cui pronuncia ufficiale è /ˈɡɒtə ˈlɒtə(v)/, vengono pronunciate da alcuni parlanti madrelingua come /ˈɡɒɾə ˈlɒɾə(v)/, sostituendo /t/ con /ɾ/. Questo tipo di rotacismo viene indicato frequentemente dagli anglofoni con il termine di flapping (sbattimento), e il suono /ɾ/ viene a volte indicato con la lettera "d".
Il rotacismo come trasformazione di suoni diversi (/z/, /t/, /d/) nel suono /r/ o /ɾ/ non va confuso con la variabilità della pronuncia della lettera "r" stessa ("roticità"), particolarmente evidente confrontando gli accenti prevalenti negli USA e in Inghilterra.

## Cinese moderno standard
Il rotacismo si registra in particolare nelle varietà settentrionali di lingua cinese, ovvero il cinese mandarino. Tra esse si conta pure il dialetto di Pechino e il registro colloquiale e dal sapore mandarino del cinese moderno standard. In quest'ultimo, alcune sillabe in vocaboli diffuse cadono e vengono sostituite da un suono molto simile alla "r" inglese, pronunciata cioè senza contatto tra organi e senza vibrazioni. Il rotacismo in cinese viene chiamato érhuà (儿化) ed è specifico delle varietà settentrionali.
La sillaba che indica questo suono, che in pinyin viene romanizzato con una "r" dopo la sillaba, è 儿, che in isolamento si trascrive "ér" e indicava il bambino (oggi indica il figlio).
Il carattere stesso deriva dal pittogramma di un paio di gambe sotto un cranio aperto per indicare la fontanella non ancora chiusa, 兒). Tre esempi di parole soggette a erhua/erizzazione sono 事情 shìqing, 那里 nàli e 今天 jīntiān: la loro versione colloquiale in cinese moderno standard è colpita da erizzazione ed è 事儿 shìr, 那儿 nàr, 今儿 jīnr.
L'erizzazione porta alla caduta di alcune vocali nelle sillabe cinesi e del suono nasale a fine sillaba. Per digitare la erhua con la tastiera, bisogna comunque scrivere "er" dopo la sillaba.
L'uso dell'erizzazione si usa non solo per rimarcare un registro colloquiale o dal colorito fortemente settentrionale, ma talvolta anche per indicare il concetto di "piccolo, carino" (e cioè per formare un vezzeggiativo o diminutivo).